# Sisley Volley Treviso
Sisley Volley Treviso is een Italiaanse volleybalclub, die uitkomt in de Serie A1, het hoogste niveau in Italië. De club werd in 1987 opgericht en is eigendom van de familie Benetton. Sinds de oprichting is de club een van de succesvolste van Italië, met onder meer 9 kampioenschappen.

## Selectie 2009/10
Trainer: Roberto Piazza  ITA
| No. | Naam              | Land     | Positie         |
| --- | ----------------- | -------- | --------------- |
| 2   | David Szabo       | HUN      | Diagonaal       |
| 3   | Alessandro Fei    | ITA      | Diagonaal       |
| 4   | Robert Horstink   | NED      | Passer-loper    |
| 5   | Jiri Kovar        | CZE/ ITA | Passer-loper    |
| 6   | Samuele Papi      | ITA      | Passer-loper    |
| 7   | Alessandro Farina | ITA      | Libero          |
| 10  | Dante Boninfante  | ITA      | Spelverdeler    |
| 11  | Giorgio De Togni  | ITA      | Middenaanvaller |
| 12  | Rob Bontje        | NED      | Middenaanvaller |
| 13  | Pierre Pujol      | FRA      | Spelverdeler    |
| 15  | Gabriele Maruotti | ITA      | Passer-loper    |
| 16  | Federico Vanin    | ITA      | Libero          |
| 17  | Novica Bjelica    | SRB      | Middenaanvaller |